# 军 (行政区划)
军是中国古代宋、金时期，与州相当的一级行政地方，一般设置于军事要地，如淮南西路无为军（今安徽省无为县）、淮南东路天长军（今安徽省天长市）等。
唐初为防御蕃部扰边，朝廷在屯驻戍边处设置军、守捉、镇等军事管辖区，“兵之戍边者, 大曰军, 小曰守捉、曰城、曰镇”。
宋太平兴国年间，《太平寰宇记》所载十三道之军为四十二，实为三十七军。因为桂阳军为南宋绍兴三年所置，非《太平寰宇记》原文，是后人所加，不当计入；又唐版图内陇右道之瀚海军、天水军、伊吾军，及关西道振武军，或废，或仅名义上统摄，未隶属宋，可不计。加上淳化、太平兴国末年所置而未及计入的南安军、临江军、太平军，及漏载之建隆二年(961)创建、太平兴国四年(979)废的平晋军，建隆三年(962)创建的北海军，则太祖、太宗两朝共置军四十二。

## 北宋的军
| 路       | 军                                                       | 县 |
| 京東東路 | 淮陽軍                                                   |    |
| 京西南路 | 光化軍                                                   |    |
| 京西北路 | 信陽軍                                                   |    |
| 河北東路 | 乾寧軍 \| 永静軍 \| 保定軍 \| 信安軍                     |    |
| 河北西路 | 安肃军 \| 永寧軍 \| 广信军 \| 順安軍                     |    |
| 河東路   | 威勝軍 \| 平定軍 \| 岢嵐軍 \| 寧化軍 \| 火山軍 \| 保德軍 |    |
| 永興軍路 | 保安軍                                                   |    |
| 秦凤路   | 德順軍 \| 鎮戎軍 \| 通遠軍                               |    |
| 淮南西路 | 無為軍                                                   |    |
| 江南東路 | 广德军 \| 南康軍 \| 南平军                               |    |
| 江南西路 | 興國軍 \| 南安軍 \| 臨江軍 \| 建昌軍                     | /  |
| 福建路   | 邵武軍 \| 興化軍                                         | /  |
| 成都府路 | 永康军 \| 石泉军                                         | /  |
| 梓州路   | 怀安军 \| 广安军                                         | /  |
| 夔州路   | 雲安軍 \| 梁山軍 \| 南平軍                               | /  |
| 廣南西路 | 昌化軍 \| 万安軍 \| 朱崖軍                               | /  |

## 南宋的军
| 路       | 军                                            | 县 |
| 两浙西路 | 江陰軍                                        |    |
| 淮南東路 | 高郵軍 \| 天长軍 \|招信軍 \| 淮安軍 \| 清河軍 |    |
| 淮南西路 | 六安軍 \|無為軍 \| 怀遠軍 \| 鎮巢軍 \| 安丰軍 |    |
| 江南東路 | 广德军 \| 南康軍                              |    |
| 江南西路 | 興國軍 \| 南安軍 \| 臨江軍 \| 建昌軍          | /  |
| 京西南路 | 光化軍 \| 棗陽軍                              | /  |
| 荊湖北路 | 荊門軍 \| 寿昌軍 \| 漢陽軍 \| 信陽軍          | /  |
| 荊湖南路 | 茶陵軍 \| 桂陽軍 \| 武岡軍                    | /  |
| 福建路   | 邵武軍 \| 興化軍                              | /  |
| 成都府路 | 永康军 \| 石泉军                              | /  |
| 梓州路   | 怀安军 \| 广安军                              | /  |
| 潼川府路 | 長寧軍 \| 怀安军 \| 寧西軍                    | /  |
| 夔州路   | 雲安軍 \| 梁山軍 \| 南平軍                    | /  |
| 廣南西路 | 南寧軍 \| 万安軍 \| 吉陽軍                    | /  |